# Avermes
 Avermes  là một xã ở tỉnh Allier thuộc miền trung nước Pháp.